# Ryan Cochrane
Ryan Andrew Cochrane (Vitória, 29 de outubro de 1988) é um nadador canadense especializado nas provas de fundo.

## Carreira
Ele competiu nos Jogos Olímpicos de Verão de 2008 em Pequim, onde disputou as provas dos 400 e dos 1.500 metros livre. Na prova dos 400, Cochrane terminou a fase classificatória em nono lugar e, apesar de bater o recorde canadense, não conseguir a classificação para a final. Entretanto na outra prova que disputou, dos 1500 metros livre, Cochrane bateu o recorde olímpico com o tempo de 14.40.84. Esse recorde, durou apenas alguns minutos, pois  foi novamente quebrado pelo seu ex-detentor o nadador australiano Grant Hackett, que nadou  com um tempo de 14.38.92. Ryan classificou-se na segunda posição e, na final, obteve a medalha de bronze.
Em 2009, durante o Campeonato Mundial, disputado em Roma, o nadador ganhou duas medalhas, uma de prata na prova dos 1.500 metros livre e oura de bronze na prova dos 800 metros livre.